# 佐渡嶽部屋
佐渡嶽部屋（日语：／ Sadogatake-Beya */?），是日本相撲協會的相撲部屋，屬二所之關一門。

## 歷史
1955年9月，前二所之關部屋所屬的前小結琴錦登繼承佐渡嶽名跡，分家成立獨立的佐渡嶽部屋，地點是千葉縣松戶市，培養出橫綱琴櫻傑將、大關琴濱貞雄等關取，直到1974年7月場所中去世。
現在的佐渡嶽親方是前橫綱琴櫻的女婿琴之若晴將，培養出琴歐洲勝紀、琴光喜啓司和琴獎菊和弘三位大關。
這部屋幾乎所有力士的四股名都用琴字作開首。
佐渡嶽部屋也產生出尾車部屋、鳴戶部屋和秀之山部屋等分支。